# 8064 Lisitsa
A 8064 Lisitsa (ideiglenes jelöléssel 1978 RR) a Naprendszer kisbolygóövében található aszteroida. Nyikolaj Sztyepanovics Csernih fedezte fel 1978. szeptember 1-én.